# Казе Фалконе (Трапани)
Казе Фалконе је насеље у Италији у округу Трапани, региону Сицилија.
Према процени из 2011. у насељу је живело 33 становника. Насеље се налази на надморској висини од 15 м.